# Domenica, Port-en-Bessin
Domenica, Port-en-Bessin (Dimanche, Port-en-Bessin) è un dipinto a olio su tela (65x81 cm) realizzato nel 1888 dal pittore francese Georges-Pierre Seurat. È conservato nel Museo Kröller-Müller.
Seurat dipinge questo quadro durante una vacanza trascorsa a Port-en-Bessin-Huppain.
Seurat aveva l'abitudine di recarsi lungo le coste perché pensava ci si dovesse allontanare dai luoghi chiusi ed un'estate dipinse il quadro esposto al museo Port en Bessin;

## Opere della stessa sequenza
- Port-en-Bessin, molo, alta marea
- Entrata del molo. Port-en-Bessin